# Liste de films et séries télévisées sur la révolution américaine
Dès les débuts du cinéma puis de la télévision, plusieurs productions ont représenté la révolution américaine à travers des récits historiques ou fictifs mettant en scène de célèbres batailles ou dépeignant le quotidien des populations américaines sous le jougs britannique.

## Liste par ordre chronologique
- 1908 : 
  - The Spirit of '76 de Francis Boggs
  - The Boston Tea Party d’Edwin S. Porter
- 1909 : 
  - Washington Under the American Flag de J. Stuart Blackton
  - 1776, or The Hessian Renegades de D. W. Griffith
- 1914 : The Spy d’Otis Turner
- 1917 : Scouting for Washington des Studios Edison
- 1922 : Cardigan de John W. Noble
- 1924 : 
  - The Declaration of Independence de Kenneth S. Webb
  - America de D. W. Griffith
- 1934 : The Pursuit of Happiness d’Alexander Hall
- 1936 : Give Me Liberty de B. Reeves Eason
- 1938 : The Declaration of Independence de Crane Wilbur
- 1939 :
  - Le Premier Rebelle de William A. Seiter
  - The Bill of Rights de Crane Wilbur 
  - Les Fils de la Liberté de Michael Curtiz
  - La Flotille des poubelles (The Ash Can Fleet) de Fred Zinnemann
  - Sur la piste des Mohawks de John Ford
- 1940 : Howard le révolté de Frank Lloyd
- 1945 : Drôle d’histoire de Gregory Ratoff
- 1955 : Duel d'espions de John Sturges
- 1957 : 
  - Williamsburg, The Story of a Patriot de George Seaton 
  - Johnny Tremain de Robert Stevenson
- 1959 : 
  - Au fil de l'épée de Guy Hamilton
  - Le Renard des marais de Walt Disney Productions
  - John Paul Jones, maître des mers de John Farrow
  - The Devil's Disciple de Guy Hamilton
- 1961 : La Fayette de Jean Dréville
- 1964 : Le Matelot de nulle part de Marcel Cravenne
- 1972 : 1776 de Peter H. Hunt
- 1976 : 
  - Independence de John Huston
  - Les Tambours de l’hiver (Der Winter, Der Ein Sommer War) de Fritz Umgelter
- 1981 : Yorktown : Le Sens d’une victoire de Marcel Ophuls
- 1985 : Revolution de Hugh Hudson
- 1987 : April Morning de Delbert Mann
- 1988 : Le Gerfaut de Marion Sarraut
- 1994 : L'Appel du devoir de Stephen Surjik
- 2000 : 
  - The Crossing de Robert Harmon
  - The Patriot, le chemin de la liberté de Roland Emmerich
- 2006 : Yorktown de Linda Randulfe
- 2007 : Yorktown : Battle for Victory de Kevin Hershberger
- 2014 : Turn: Washington's Spies de Craig Silverstein
- 2015 : Beyond the Mask de Chad Burns
- 2020 : Washington de Roel Reiné
- 2021 : America : Le Film de Matt Thompson